# Războiul de iarnă (film)

Războiul de iarnă (titlu original Talvisota) este un film finlandez din 1989 despre cel de-al doilea război mondial regizat de Pekka Parikka, bazat pe romanul cu același nume scris de Antti Tuuri. Filmul prezintă povestea regimentului finlandez de infanterie JR 23, care era format în cea mai mare parte din bărbați din regiunea Ostrobotnia de Sud. Filmul a avut premiera în Finlanda și Suedia la aniversarea a 50 de ani de la Războiul de Iarnă, în care Uniunea Sovietică a atacat Finlanda pe 30 noiembrie 1939.

## Distribuție
- Taneli Mäkelä – Private Martti Hakala
- Vesa Vierikko – 2nd Lieutenant Jussi Kantola
- Timo Torikka – Private Pentti Saari
- Heikki Paavilainen – Private Vilho Erkkilä
- Antti Raivio – Corporal Erkki Somppi
- Esko Kovero – Medical Corporal Juho Pernaa
- Martti Suosalo – Private Arvi Huhtala
- Markku Huhtamo – Private Aatos Laitila
- Matti Onnismaa – Corporal Veikko Korpela
- Konsta Mäkelä – Private Paavo Hakala
- Tomi Salmela – Private Matti Ylinen
- Samuli Edelmann – Private Mauri Haapasalo
- Vesa Mäkelä – Lieutenant Yrjö Haavisto
- Aarno Sulkanen – Captain Sihvo - Battalion commander
- Kari Kihlström – Lieutenant Jorma Potila
- Esko Nikkari – Private Yrjö 'Ylli' Alanen

## Legături externe
- The Winter War la Internet Movie Database